# Lozisht
Ignatówka, ou Lozisht est un shtetl (village) juif situé dans ce qui est aujourd'hui l'ouest de l'Ukraine mais qui faisait partie de la deuxième république polonaise avant l'invasion soviétique de la Pologne en 1939. Ignatówka bordait un autre shtetl juif, Zofjówka (Trochenbrod), situé dans le gmina Silno, powiat de Łuck, voïvodie de Wołyń, en Pologne d'avant-guerre. Les deux villages faisaient partie de la communauté de communes juive de Trochenbrod et Lozisht.
Ignatówka (Lozisht) est fondée en 1838 et passe à environ 1 200 habitants au début de la Seconde Guerre mondiale. Parmi ceux-ci, seuls quelques-uns ont survécu. La plupart des Juifs d'Ignatówka sont morts dans un seul massacre avec les Juifs de Zofjówka (Trochenbrod), assassiné principalement par des policiers auxiliaires ukrainiens qui ont rassemblé les prisonniers en présence de seulement quelques SS allemands. Selon Virtual Shtetl, plus de 5 000 Juifs ont été massacrés, dont 3 500 de Zofiówka et 1 200 d'Ignatówka, y compris certains habitants de localités voisines,. Le village est totalement détruit et maintenant seuls des champs et une forêt y sont visibles.